# 미야자와 가쓰유키
미야자와 가쓰유키(일본어: 宮沢 克行, 1976년 9월 15일 ~ )는 일본의 전 축구 선수이다.

## 구단 경력
과거 우라와 레즈, 알비렉스 니가타, 몬테디오 야마가타에서 활동하였다.